# أكوافونداتا
أكوافونداتا باللهجة الكامبانية: Acuaf'ûnnata ، وباللاتينية: Aquafundata هي بلدية تقع في مقاطعة فروزينوني ضمن منطقة لاتسيو في إيطاليا، وتحديدًا في منطقة مونتي ديلا ميتا، على بُعد حوالي 130 كم جنوب شرق روما، وحوالي 50 كم شرق فروزينوني.

## التاريخ
خلال الحرب العالمية الثانية، احتلت القوات الألمانية أكوافونداتا، حيث كانت تحمي خط "غوستاف" من جهة كاسينو وخط "راينهارد" من جهة موليز. حُررت المدينة في 12 يناير 1944 بواسطة الفيلق الفرنسي الاستكشافي، الذي اخترق المنطقة من جهة فينافرو.
```
تم منح الناجيين رومانو نيري ودومينيكو مانكوني لقب الفروسية من قبل رئاسة الجمهورية لدورهما في التحرير.
```

## الجغرافيا
تقع أكوافونداتا في وادٍ تحيط به مونتي ديلا ميتا، ويبلغ ارتفاع المنطقة 926 مترًا فوق سطح البحر، على تل من الحجر الجيري يهيمن عليه مونتي مونّا كاسالي (1395 م). تتميز المنطقة بزراعة البطاطس والبقوليات. بدأت أعمال الاستصلاح في عام 1882، واكتملت في عام 1901.
بالقرب من قرية كازالكاسينيزي، تنبع ينابيع رافا، وهو مجرى مائي يتدفق باتجاه الجنوب الشرقي في اتجاه بوتسيلي، قبل أن يصب في نهر سان بارتولوميو، أحد روافد نهر فولتورنو..

## العمارة والمعالم
تضم البلدية العديد من الكنائس:
- كنيسة القديس أنطونيو دي بادوفا
- مزار السيدة العذراء الكرملية
- كنيسة القديس روكو
- كنيسة سانتا ماريا في سينتومسيلس

كما تحتوي المنطقة على عدد من النصب التذكارية للحرب العالمية الثانية، بما في ذلك تكريم للجنود الإيطاليين والبولنديين.

## مزار سيدة جبل الكرمل
يقع المزار على ارتفاع يقارب 1000 متر فوق سطح البحر، في بيئة طبيعية خلابة، ويبعد 1 كم عن مركز أكوافونداتا. وفقًا للتقاليد المحلية، بني المزار في موقع ظهور السيدة العذراء للفتاة نيكولينا كارسيلو في 16 يوليو 1841.

## الأعياد والاحتفالات السنوية
- الاثنين بعد عيد الفصح: إعادة فتح المزار بعد فترة الإغلاق الشتوية.
- 16 يوليو: العيد الليتورجي لسيدة جبل الكرمل.
- السبت الأخير من يوليو: إحياء ذكرى التتويج الرسمي للأيقونة عام 2014.
- 28 أغسطس: موكب لنقل الأيقونة إلى الكنيسة الرعوية تحضيرًا لعيد "شفيع البلدة".
- 8 ديسمبر: الاحتفال بختام موسم الزيارة الشتوية للمزار.